# Несёловский, Стефан
Стефан Константы Мышкевич-Несёловский (пол. Stefan Konstanty Myszkiewicz-Niesiołowski; род. 4 февраля 1944 года) — польский биолог и государственный деятель.

## Биография
В 1966 г. окончил факультет Лодзинского университета. Был одним из организаторов подпольной антикоммунистической группы Рух. В 1979 году защитил докторскую диссертацию по биологии. С 2005 года профессор. В 1989—1993 годах был депутатом Сейма Польши. В 1989 году стал одним из основателей Христианского Национального Союза. С 1997 по 2001 годы вновь стал депутатом Сейма. В 2005—2007 годах являлся членом Сената Польши. С 2007 по 2011 годы занимал должность вице-маршала Сейма.
Женат, имеет одну дочь.

## Научные публикации
- Niesiolowski S. Two new species of Hemerodromiinae from Poland (Diptera, Empididae). (англ.) // Entomofauna. — 1986. — Vol. 7, no. 24. — P. 349-356. — ISSN 0250-4413. Архивировано 8 мая 2019 года.
- Niesiolowski S. Diptera of the genus Hilara Meigen (Empididae, Brachycera) occurring in llie Świętokrzyskie Mountains in Central Poland (англ.) // Fragmenta faunistica. — 1986. — Vol. 30, no. 6. — P. 63-97. — ISSN 0015-9301. Архивировано 13 августа 2017 года.
- Krysiak I. & Niesiolowski S. Wiedemannia pieninensis, a new species of aquatic empidid (Diptera, Empididae) from Poland. (англ.) // Aquatic Insects. — 2004. — Vol. 26, no. 3-4. — P. 143-146. — ISSN 0165-0424. — doi:10.1080/01650420412331327213.